# ホンダ・フィットハイブリッド
フィット ハイブリッド（FIT HYBRID）は、本田技研工業が生産・販売していたハッチバック型のハイブリッド車である。

## 初代 GP1/4型（2010 - 2013年）
初代は2代目フィットをベースにし登場した。ハイブリッドシステムはHonda IMAシステムを基本とし、実用燃費向上を目指して信号待ちなどで停車するときにアイドリングを自動で停止する「オートアイドルストップ」やエコアシスト（エコロジカル・ドライブ・アシスト・システム）が全車に標準装備されている。IMAシステムは、高効率なi-VTECエンジンがメインで、モーター部は小型、薄型の1モーター方式を採用する。モーターとエンジンを切り離して使用することができる時がある。燃費は30km/lとなる。L13A型をベースとしたLDA型エンジンを搭載し、2代目ホンダ・インサイトと同様にi-VTECは可変シリンダーシステム（VCM）としてのみ機能する。VCMにより全気筒を休止させ、モーター動力のみによる走行も可能になっている。
エンジン、トランスミッション、エアコンおよびIMAシステムを協調制御する「ECONモード」は、アイドリングストップ時間の延長やエネルギー回生を増やすことで、実用燃費向上に寄与している。エコドライブ度をリアルタイムに表示する「コーチング機能」は、アクセルやブレーキの操作により、スピードメータの背景色を変化させるアンビエントメーターの色が3段階に変化する。あわせてマルチインフォメーション・ディスプレイに設けられたエコドライブバーが、減速時や加速時におけるエネルギーロスの大きさをバーの長さで表示し、自然とエコドライブが身につくことをサポートする。エコドライブ度を採点しアドバイスする「ティーチング機能」は、運転終了時にそのときのエコドライブ度を木の葉のアイコンの数で採点するスコア表示と、これまでの成長度を示すステージ表示 などを備える。この「ティーチング機能」は、「HYBRID・ナビプレミアムセレクション」に標準装備されているHonda HDD インターナビシステムでは、エコドライブ度をより詳しく分析し、さらに実用燃費向上のためのアドバイスも表示されるようになっている。
2012年5月のマイナーチェンジで追加した「ハイブリッドRS」では、「ECONモード」に加えて「NORMALモード」・「SPORTモード」の3種類の走行モードを選択可能な「3モードドライブシステム」を用意した。
ベースモデルのフィットと同じく、燃料タンクを前席下に配置した「センタータンクレイアウト」を採用したことで後席をフルフラットにすることができ、同等の積載能力と室内空間を実現している。また、車両本体価格はオーディオレスの標準車「HYBRID」で159万円からと、2代目インサイトの最廉価グレード「G（189万円）」よりもさらに低く設定された。
2008年以降発売される地球環境を意識した車両を、ホンダでは「Honda Green Machine」と称し、フィットハイブリッドは「グリーンマシーン4号」である。

### 年表
2010年8月25日
パリモーターショーに「ジャズ（日本名：フィット）」のハイブリッド車「ジャズ ハイブリッド（日本名：フィット ハイブリッド）」を出展する、と発表。
ジャズ ハイブリッドは、鈴鹿製作所で生産し、2011年初頭より欧州各国で順次発売、また、日本では2010年秋より「フィット ハイブリッド」として発売する予定、と合わせて発表した。
2010年8月26日
同年10月にマイナーモデルチェンジを予定する新型フィットに関する情報を、ホームページで先行公開。
「フィット ハイブリッド」を新たに追加することを合わせて発表。
2010年10月8日
「フィット ハイブリッド」を発売。
キャッチフレーズは「人にフィットする。」で、ラインアップはノーマル仕様の「HYBRID」と、HIDヘッドライト、Honda スマートキーシステム、ハーフシェイド・フロントウインドウ等の快適装備をプラスした「HYBRID・スマートセレクション」と、Honda HDDインターナビシステム、ETC車載器、VSA、セキュリティアラームなどを装備した充実仕様の「HYBRID・ナビプレミアムセレクション」の3タイプを設定した。
2010年10月28日
2010-2011日本自動車殿堂カーオブザイヤーを受賞。
2011年10月13日
10周年特別仕様車「HYBRID・10th アニバーサリー」を発売。
「HYBRID」をベースに、Hondaスマートキーシステム（2個付）、ETC車載器、本革巻ステアリングホイール、ハーフシェイド・フロントウィンドウ、メタリック塗装スイッチパネル（フロントドア）を特別装備とし、専用インテリア（ブラック内装：ブルーステッチ入り／ベージュ内装：ベージュステッチ入り）を採用した。
2012年5月24日
マイナーモデルチェンジ。
空力性能やCVT効率の向上により燃費を向上し、LEDコンソールライト、LEDドリンクホルダーイルミネーション、全席3点式ELRシートベルト&ヘッドレスト、リアセンターアームレストを全車に、「HYBRID」を除く全タイプにVSAをそれぞれ標準装備した。フロントグリルは新デザインのクロームメッキとクリアブルー塗装に変更し、リアライセンスガーニッシュを採用した。同時に、新タイプとして「HYBRID She's（シーズ）」とフィットハイブリッドでは初めての1.5L車「HYBRID RS」を追加した。前者はガソリン車の「She's」とほぼ同等の装備内容としているが、フロントグリルがカラードではなく前述のハイブリッド専用デザインとなり、ピンクステッチ入り本革巻CVTセレクトレバーを追加した。後者はフロントグリルにLEDアクセサリーランプを内蔵し、本革巻スポーツタイプ・ステアリングホイールとフロントコンソールパネルにピアノブラックを採用した。さらに、トランスミッションはガソリン車の「RS」同様に、7スピードモード・パドルシフト付CVTのほかに6速マニュアルの設定もある。ボディカラーには「HYBRID RS」および「HYBRID She's」の専用色など3色を追加した。なお、「HYBRID・ナビプレミアムセレクション」はナビゲーションのオプション化など装備内容の変更を受け、「HYBRID・XHセレクション」に改称した。
タイで「ジャズ ハイブリッド（日本名：フィット ハイブリッド）」を発表。
2012年10月4日
特別仕様車「ファインスタイル」を発売。
「HYBRID」を除く4タイプに用意されており、グランスムース&スウェード調ファブリックコンビインテリアを「HYBRID・スマートセレクション」と「HYBRID・XHセレクション」に、HIDヘッドライト（ハイ/ロービーム、オートレベリング/オートライトコントロール機構付）と運転席&助手席シートヒーターを「HYBRID・スマートセレクション」と「HYBRID She's」にそれぞれ標準装備するとともに、「HYBRID・スマートセレクション」には本革巻CVTセレクトレバー、「HYBRID She's」にはETC車載器、「HYBRID・XHセレクション」にはダークガンメタリック塗装のセンターパネル・アッパーグローブボックスリッド・ステアリングガーニッシュもそれぞれ標準装備された。「HYBRID RS」には専用塗装16インチアルミホイールとHondaスマートキーシステム（1個付）を標準装備した。
2013年4月4日
「フィット」シリーズの日本国内累計販売台数が同年3月31日時点で200万台を突破したことを発表。
発売開始から11年10か月目での200万台突破はホンダとしては最速の記録となった。
2013年8月
生産終了。在庫対応分のみの販売となる。
2013年9月
2代目と入れ替わる形で販売終了。
2024年6月3日
型式指定申請時の騒音試験おいて、不適切な事案があったことが発表された。

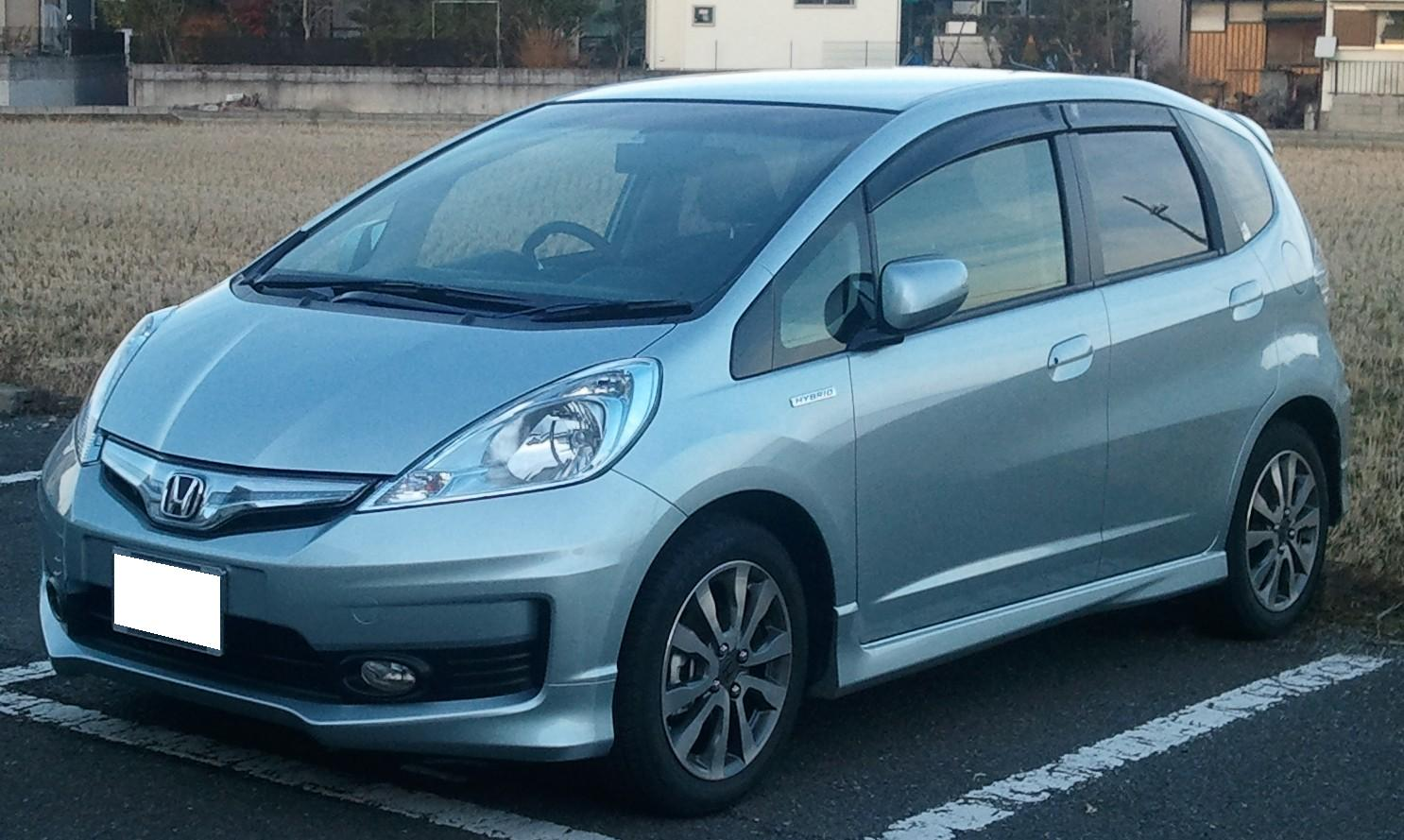
HYBRID RS フロント
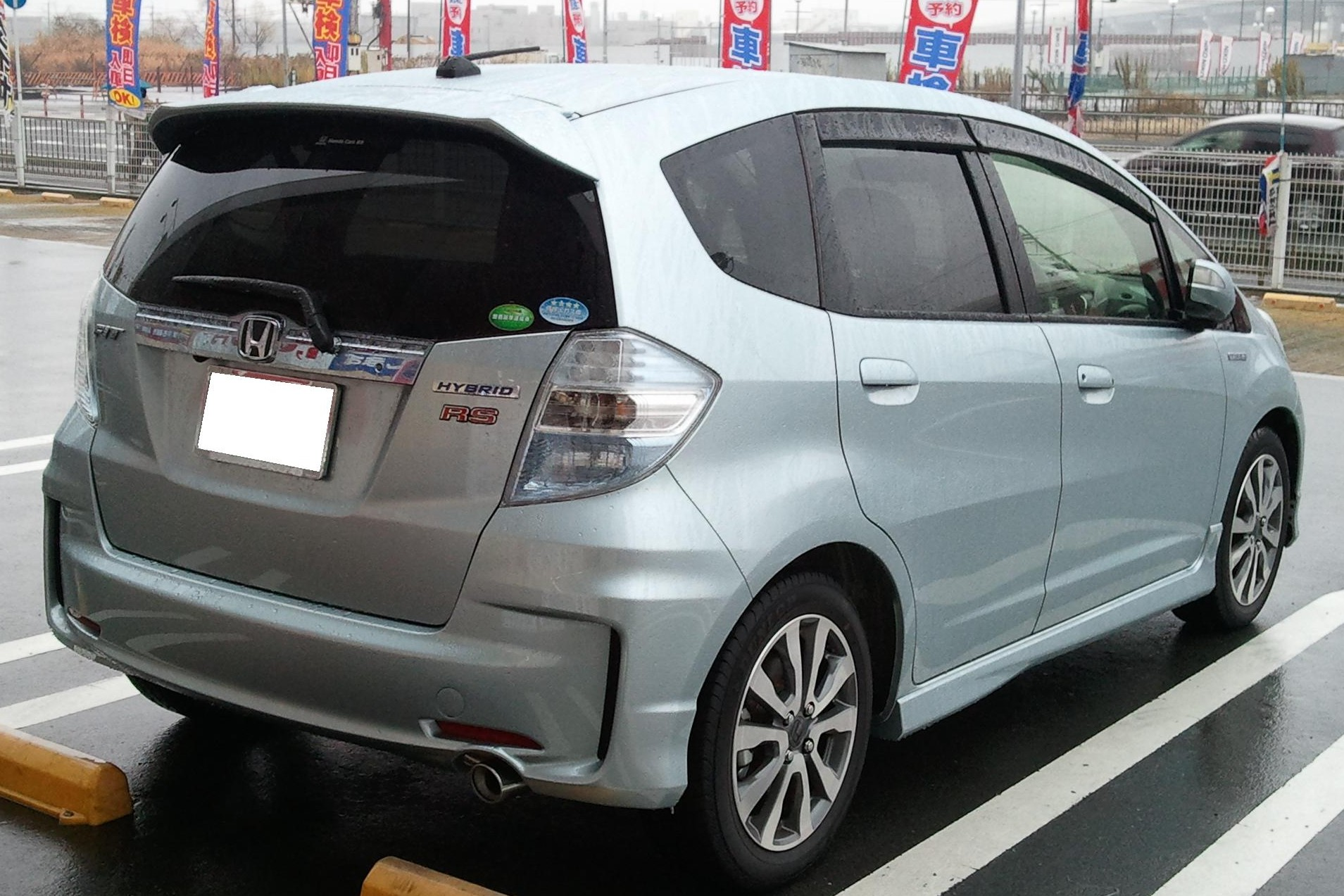
HYBRID RS リア
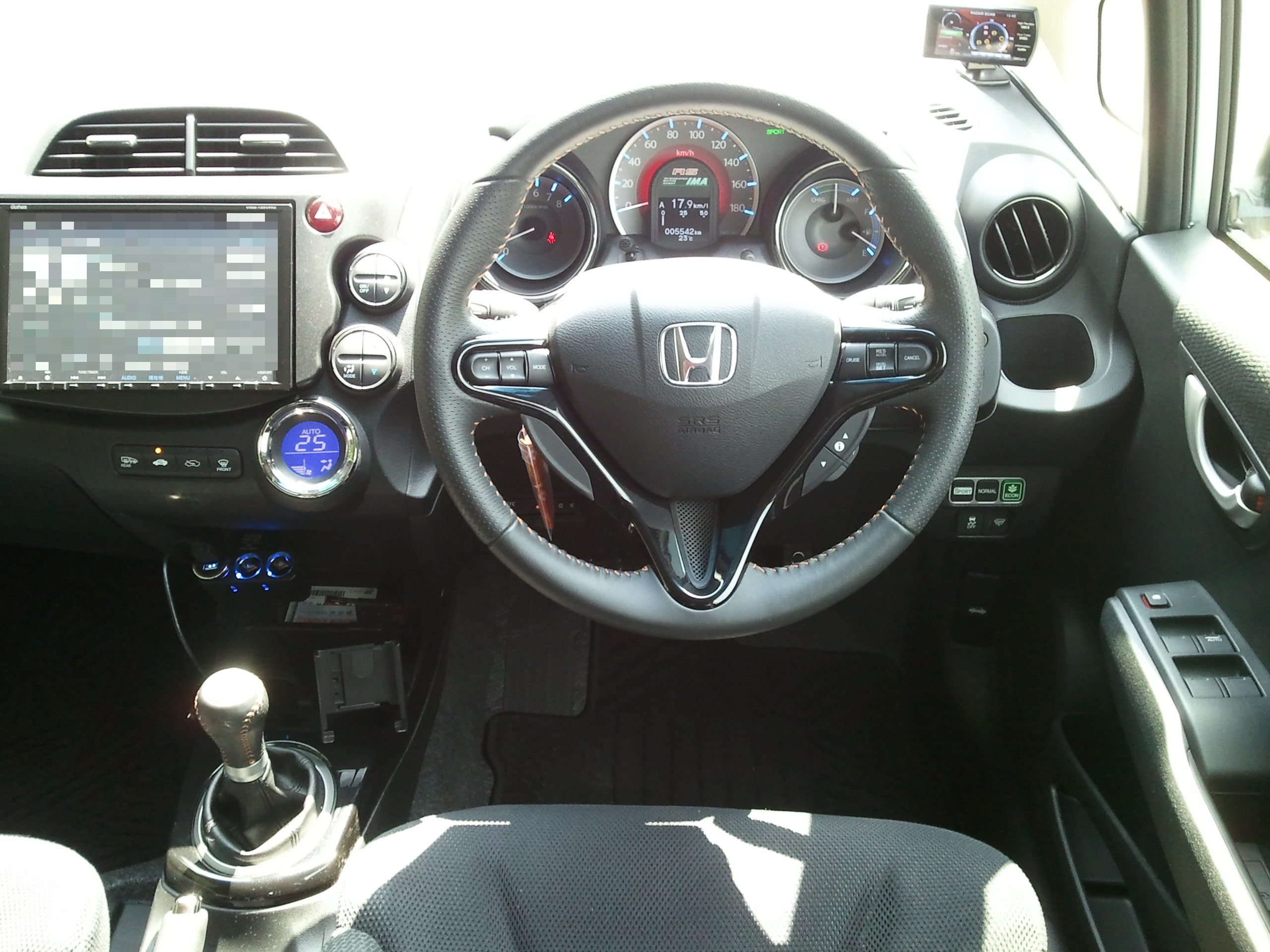
HYBRID RS 室内
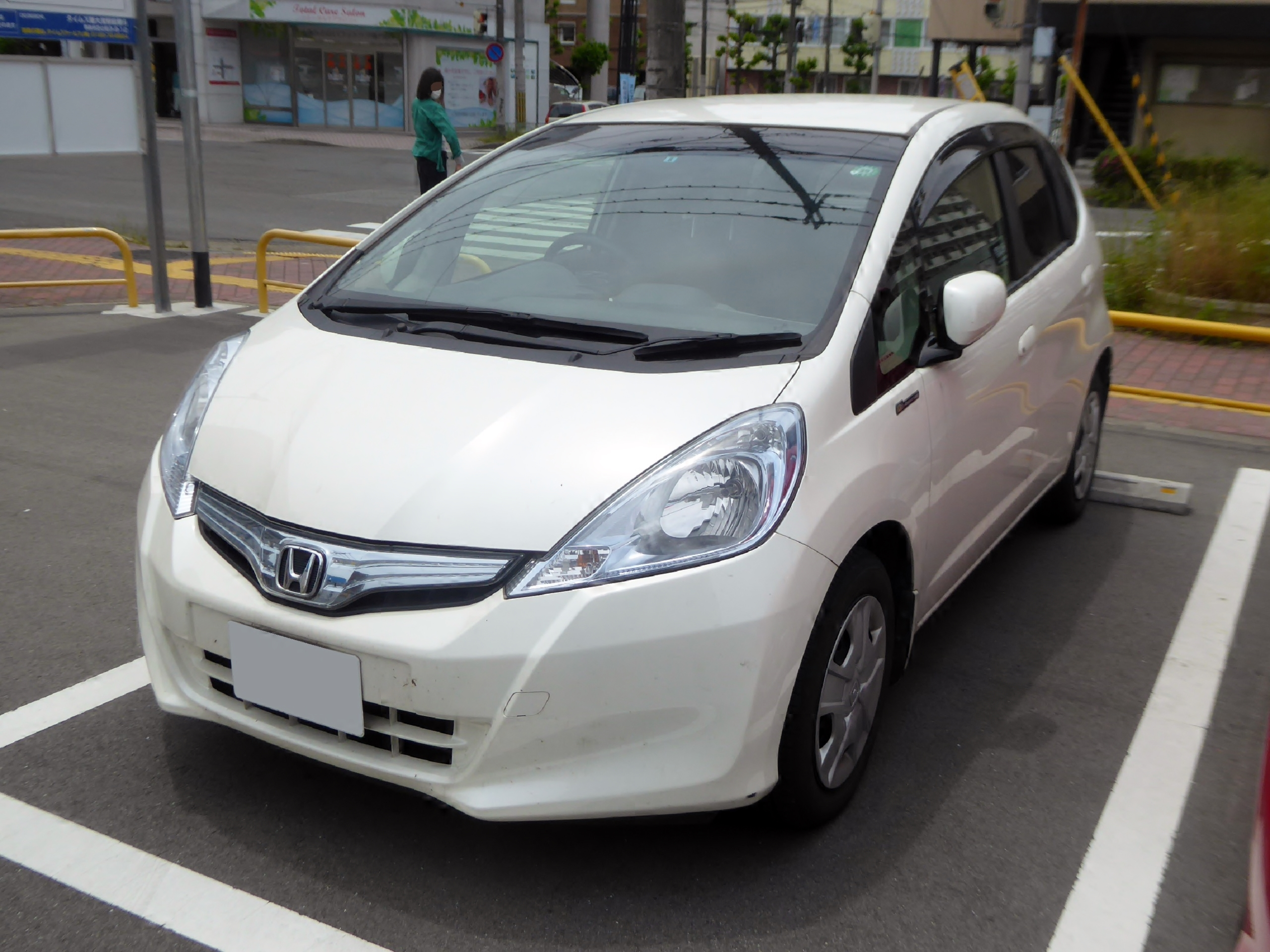
10thアニバーサリー フロント
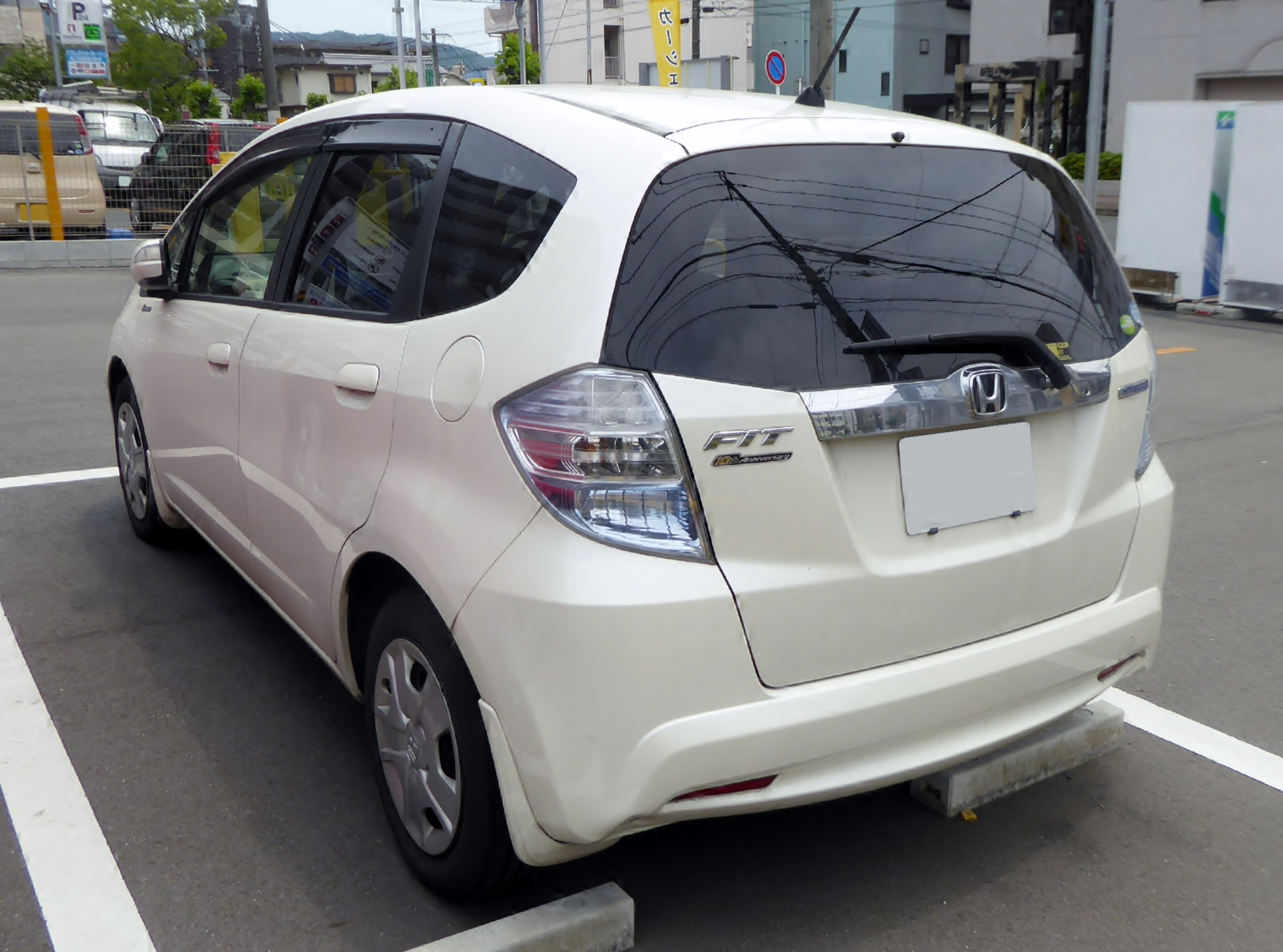
10thアニバーサリー　リア

## 2代目 GP5/6型（2013年-2020年）
ガソリン車と同時にフルモデルチェンジを実施した2代目は、世界のコンパクトカーのベンチマークにふさわしいクルマを目指して開発が行われた。初代からの設計思想は継承しつつ、パワートレインや車体を新設計にしたことで性能を向上させた。ガソリン車同様に、デザインコンセプトを「EXCITING H DESIGN!!!（エキサイティング H デザイン!!!）」と定義し、先進性・上質感や運転のしやすさなどを追求した。
パワートレインは、初代では1.3Lと1.5Lの排気量が設定されていたエンジンを「EARTH DREAMS TECHNOLOGY（アース・ドリームス・テクノロジー）」を導入した1.5Lに統一した。動弁系をDOHCにしアトキンソンサイクルを採用したLEB型に、29.5PS（22 kW）の出力を持つH1型モーターを内蔵した7速DCT（主要部品はシェフラー製）とリチウムイオンバッテリーを内蔵したIPU（インテリジェントパワーユニット）を組み合わせた新型ハイブリッドシステム「SPORT HYBRID i-DCD」を採用した事によって燃費性能を大幅に高め、36.4 km/L（JC08モード、「HYBRID」グレードのみ）を実現した。また、走行状況に応じて、エンジンとモーターの接続・切断を行うことで、「エンジンドライブ」・「ハイブリッドドライブ」・「EVドライブ」の3つの走行モードを実現させた。さらに、電動サーボブレーキシステムを採用したことで回生効率を改善し燃費性能を高めるとともに、可変サーボレシオ制御を採用したことで自然なブレーキフィールを実現させた。
当モデルでは寒冷地や降雪地帯でハイブリッドカーを求めるニーズに応えるため、低燃費と力強さの両立を目指すべく設計された4WD仕様車を新設定し、27.6 - 29.0 km/L（JC08モード）の低燃費を実現している。
なお、パワートレインや電動サーボブレーキシステムの採用を除く改良点は、ガソリン車と共通である。

### 年表
2013年7月19日
2代目を同年9月に発売予定、と発表。
2013年9月5日
フルモデルチェンジ。（9月6日発売）
キャッチフレーズは「さあ、クルマで世界を驚かそう。」で、ハイブリッドのグレード体系はベースグレードである「HYBRID」を基本に、電動格納式リモコンカラードドアミラー（LEDドアミラーターンランプ付）、ハーフシェイド・フロントウィンドウ、運転席ハイトアジャスター、ULTR SEAT等の快適装備をプラスした「Fパッケージ」、LEDヘッドランプ、コンビシート表皮（プライムスムース×ファブリック）&専用インテリア、本革巻ステアリングホイール、クルーズコントロールを追加して質感を高めた「Lパッケージ」、ガソリン車「RS」と同一仕様のシート、インテリア、大型テールゲートスポイラー、サイドシルガーニッシュ、リアバンパーを採用し、パドルシフト、16インチアルミホイールなどを装備したスポーティ仕様の「Sパッケージ」の4タイプが用意される。
ハイブリッド車のボディカラーは、新規開発色の「ティンテッドシルバー・メタリック（有料色）」、「アトラクトイエロー・パール（有料色）」、「ライトベージュ・メタリック」、「ブリリアントスポーティブルー・メタリック」、「ビビッドスカイブルー・パール」の5色に加え、先代から継続設定となる「プレミアムホワイト・パール（有料色）」、「アラバスターシルバー・メタリック」、「クリスタルブラック・パール」、「ミラノレッド」の全9色を設定。
2013年11月1日
「2013-2014日本自動車殿堂カーオブザイヤー」を受賞。
2013年12月26日
4WD車を追加。
2014年12月18日
ハイブリッド車を一部改良。（12月19日発売）
装備内容の充実化が図られており、「HYBRID Fパッケージ」・「HYBRID Lパッケージ」・「HYBRID Sパッケージ」にIRカット<遮熱>/UVカット機能付フロントウインドウガラス、IRカット<遮熱>/スーパーUVカットフロントドアガラス、オートリトラミラーの3点を新たに標準装備すると共に、「HYBRID Lパッケージ」と「HYBRID Sパッケージ」はこれまでオプション設定だった「あんしんパッケージ」を標準装備化した。
ボディカラーの設定を変更。「プレミアムホワイト・パール（有料色）」に替わり「ホワイトオーキッド・パール（有料色）」を新採用。また「ライトベージュ・メタリック」に替わって「ルーセブラック・メタリック（有料色）」、「ゴールドブラウン・メタリック（有料色）」を追加し全10色の設定とした。今回新設された3色はいずれもハイブリッド車専用色である。
2015年9月17日
一部改良。（9月25日発売）
フロントグリルをより立体的で質感の高いデザインに変更すると共に、ホイールキャップのデザインをシャープな印象のデザインに変更。また、ボディカラーには「プレミアムブルーオパール・メタリック」と「ミッドナイトブルービーム・メタリック」が追加された（追加カラーは2015年10月下旬販売開始、いずれもオプションカラー）。装備内容を充実し、プラズマクラスター技術搭載フルオート・エアコンディショナーとナビ装着用スペシャルパッケージ（リアワイドカメラ、照明付オーディオリモートコントロールスイッチ、デジタルTV用プリントアンテナ(12セグ/ワンセグ)、専用ワイヤーハーネス、4スピーカー）を「HYBRID」を除く全タイプに、セキュリティアラームとラゲッジルームランプを「HYBRID・Fパッケージ」に、コンフォートビューパッケージ（親水/ヒーテッドドアミラー、フロントドア撥水ガラス、熱線入りフロントウインドウ）を「HYBRID・Lパッケージ」と「HYBRID・Sパッケージ」にそれぞれ標準装備した。
ボディカラーの設定を変更。ハイブリッド車は「ホワイトオーキッド・パール（有料色）」に替わり「プレミアムホワイト・パールII（有料色）」を設定したほか「ゴールドブラウン・メタリック（有料色）」を廃止し、新たに「プレミアムブルーオパール・メタリック（有料色）」と「ミッドナイトブルービーム・メタリック（有料色）」を追加し全11色とした。
2015年12月17日
特別仕様車「COMFORT EDITION(コンフォートエディション)」を設定。（2016年1月21日発売）
「HYBRID・Fパッケージ」をベースに、軽乗用車のN-BOXやN-WGNに採用されている360°スーパーUV・IRカットパッケージと運転席&助手席シートヒーターを特別装備したほか、ボディカラーには、「プレミアムクリスタルレッド・メタリック」、「プレミアムピンク・パール」、「プレミアムディープモカ・パール」の3色を特別仕様車専用色（いずれもオプションカラー）として設定した。
ボディカラーは「プレミアムホワイト・パールII（有料色）」、「アラバスターシルバー・メタリック」、「クリスタルブラック・パール」、「プレミアムブルーオパール・メタリック（有料色）」、「ミッドナイトブルービーム・メタリック（有料色）」に加え、専用色として「プレミアムクリスタルレッド・メタリック（有料色）」、「プレミアムピンク・パール（有料色）」、「プレミアムディープモカ・パール（有料色）」を特別設定。全8色から選択可能とした。
2017年5月
ボディカラーの設定を変更。（公式発表なし）
「ティンテッドシルバー・メタリック」、「アトラクトイエロー・パール」、「ビビッドスカイブルー・パール」、「プレミアムブルーオパール・メタリック」の4色を廃止し、ハイブリッド車は全7色の設定となった。
2017年5月11日
6月下旬に予定されているマイナーモデルチェンジに関する情報をHondaホームページ上に公開したことを発表。
2017年6月29日
マイナーモデルチェンジ。（6月30日発売）
キャッチフレーズは「DON'T STAY.」で、CMには綾野剛、二階堂ふみ、CMソングはMIYAVIの「Fire Bird」が起用された。安全運転支援システム「Honda SENSING」を新たに採用し、フィットハイブリッドにおいては「HYBRID・F（従来の「HYBRID・Fパッケージ」から改称）」にメーカーオプション設定、「HYBRID・L Honda SENSING（従来の「HYBRID・Lパッケージ」から改称）」と「HYBRID・S Honda SENSING（従来の「HYBRID・Sパッケージ」から改称）」に標準装備（レス化も可能）した。外観は前後バンパーのデザインを変更し、「HYBRID・L Honda SENSING」と「HYBRID・S Honda SENSING」にはインラインタイプのLEDヘッドランプを装備（「HYBRID・F」にもLEDフォグライトとのセットにてメーカーオプションで装備可能）。また、「HYBRID・S Honda SENSING」は専用バンパー、大型テールゲートスポイラー、サイドシルガーニッシュ等を採用した。
ボディカラーの設定を変更。「アラバスターシルバー・メタリック」に替わり「ルナシルバー・メタリック」、「ミラノレッド」に替わり特別仕様車「COMFORT EDITION」専用色であった「プレミアムクリスタルレッド・メタリック（有料色）」、「ルーセブラック・メタリック（有料色）」に替わり「シャイニンググレー・メタリック」を新採用。また、新開発色の「ルージュアメジスト・メタリック」、「プレミアムアガットブラウン・パール（有料色）」、「スカイライドブルー・メタリック」の3色と、先代モデルに設定されていた「プレミアムイエロー・パールII（有料色）」を追加し全12色を設定した。
内装では「HYBRID・L Honda SENSING」において本革のような風合いや肌触りの素材を使用した「プレミアムブラウン・インテリア」をオプション設定し、ウルトラスエードとプライムスムースで仕立てたコンビシート等ブラックとブラウンのカラーでコーディネートした。また、「HYBRID・F」以上にメーカーオプションのHondaインターナビは、新たに「Apple CarPlay」と「Android Auto」に対応した。機能面では「HYBRID・S Honda SENSING」に遮音機能付フロントウインドウガラスを採用して静粛性を高め、ボディー剛性の強化やサスペンションダンパーの減衰特性の最適化を行った。走行面では「SPORT HYBRID i-DCD」にチューニングを施し、エンジンの燃焼技術向上やフリクションの低減、フロントピラーやフロントバンパースポイラー形状の最適化といった空力を考慮した形状に変更するなどして燃費性能が向上され、「HYBRID」のFF車はJC08モード燃費を37.2km/Lに向上。「HYBRID・F」と「HYBRID・L Honda SENSING」の4WD車は燃費向上により「平成32年度燃費基準+40%」を達成した。
2018年4月
ボディカラーの設定を変更。（公式発表なし）
「プレミアムホワイト・パールII（有料色）」に替わり「プラチナホワイト・パール（有料色）」を追加。
2018年5月17日
特別仕様車「COMFORT EDITION」を設定。（5月18日発売）
ベースタイプは「HYBRID・F」で、特別装備の内容は2015年12月発表モデルと共通。ボディカラーは、特別仕様車専用色「ブリティッシュグリーン・パール」、「モーニングミストブルー・メタリック」、「プレミアムアイボリー・パール（有料色）」の3色を含む全9色を設定したほか、インテリアカラーは「ニュアンスブラック」に加え、「HYBRID L・Honda SENSING」で選択可能であったインテリアパッケージ「プレミアムブラウン・インテリア」をメーカーオプションとして設定した。
2018年6月29日
ドレスアップコンプリートカー「Modulo style（モデューロ スタイル）」に関する情報をホームページ上に公開。
2018年7月26日
コンプリートカー「Modulo style」を追加。（7月27日発売）
ホンダアクセスが開発した専用カスタムパーツを量販過程で装着・販売するドレスアップコンプリートカーで、ハイブリッド車は「HYBRID・L Honda SENSING」をベースにした「HYBRID・Modulo style Honda SENSING」が設定される。外観はフロントグリルを大開口のツヤ黒塗装メッシュタイプに変更するとともに、フロントバンパーと15インチアルミホイールも専用仕様に変更され、5連ラインタイプのLEDフォグランプが装備された。内装はルーフライニング・シート・本革巻ステアリングホイールを黒で統一するとともに、ステンレス製スポーツべダルとナビ装着用スペシャルパッケージ+ETC車載器（ナビ連動タイプ）も装備された。ボディカラーは「プラチナホワイト・パール（有料色）」、「シャイニンググレー・メタリック」、「クリスタルブラック・パール」、「プレミアムクリスタルレッド・メタリック（有料色）」、「ミッドナイトブルービーム・メタリック（有料色）」の5色を設定。
同時に既存タイプのボディカラー設定を変更。「スカイライドブルー・メタリック」に替わって2018年5月に発売された特別仕様車「COMFORT EDITION」設定色「モーニングミストブルー・メタリック」が「RS・Honda SENSING」を除いて選択できるようになった。
2018年10月
ボディカラーの設定を変更。（公式発表なし）
「プレミアムアガットブラウン・パール（有料色）」を廃止し、全11色の設定とした。特別仕様車「COMFORT EDITION」では「プレミアムアイボリー・パール」に替わって、新色「プレミアムアイボリー・パールII（有料色）」を追加した。
2020年2月13日
4代目フィットへの入れ替えに伴い販売を終了。4代目にもハイブリッドモデルは設定されているものの、ハイブリッドシステムにHondaのコンパクトカー初の2モーター方式を採用したことにより、名称が「フィットe:HEV（イー エイチ イー ブイ）」へ変更。「フィットハイブリッド」としての名称は2代目（フィット全体では3代目）で廃止となった。
2024年6月3日
型式指定申請時の騒音試験おいて、不適切な事案があったことが発表された。

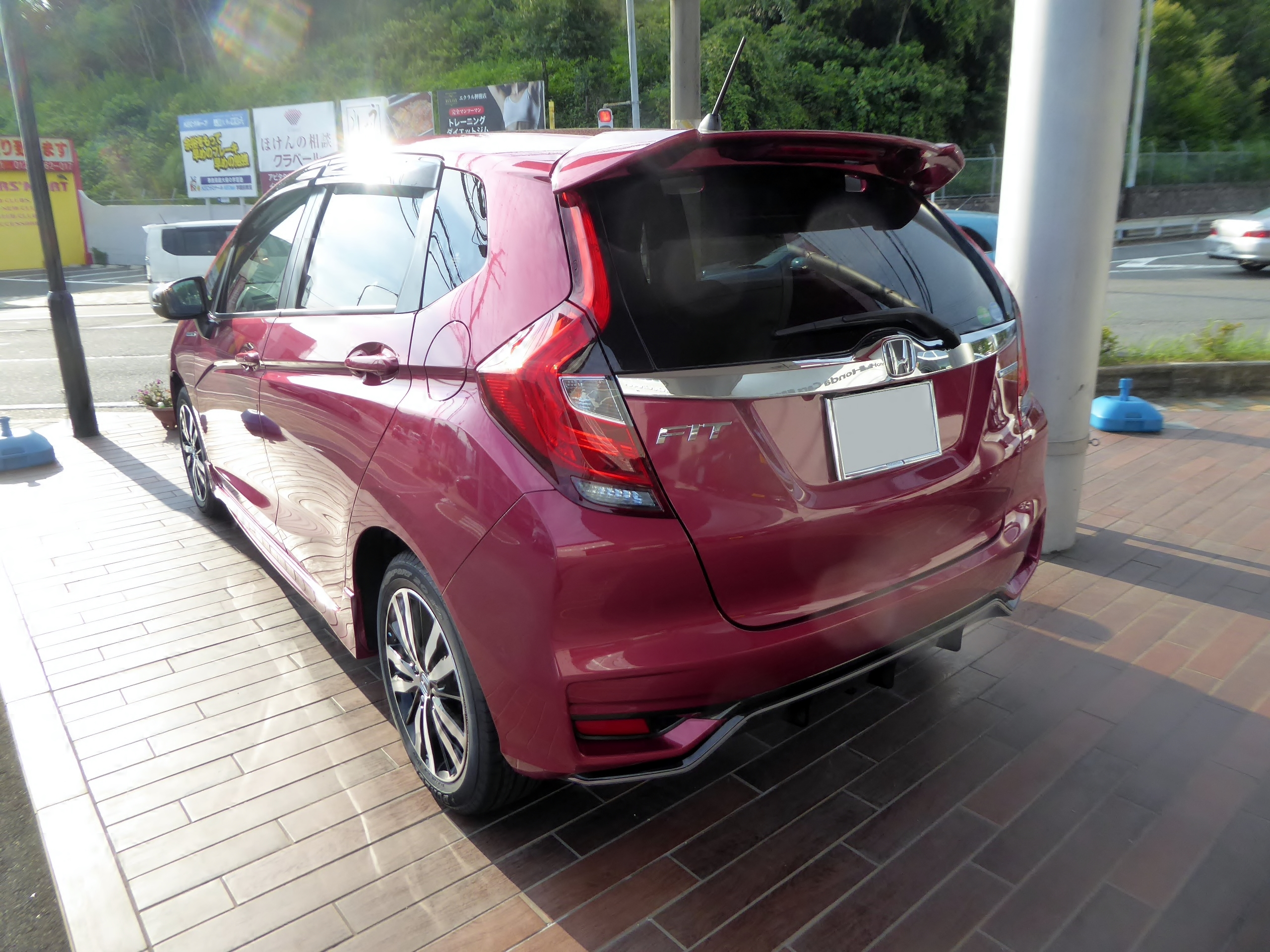
2017年6月改良型 HYBRID・S Honda SENSING リヤ
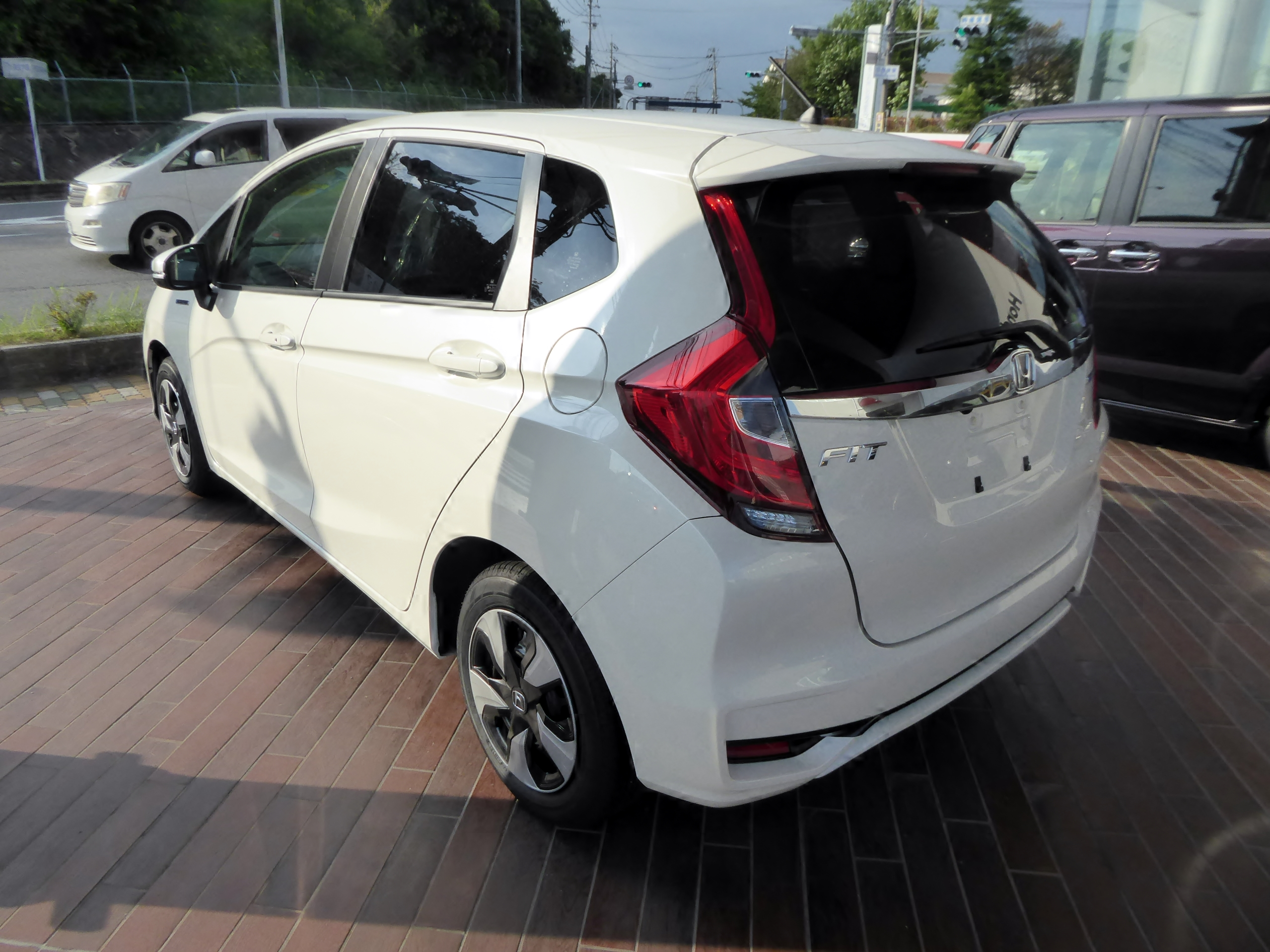
2017年6月改良型 HYBRID・L Honda SENSING リヤ
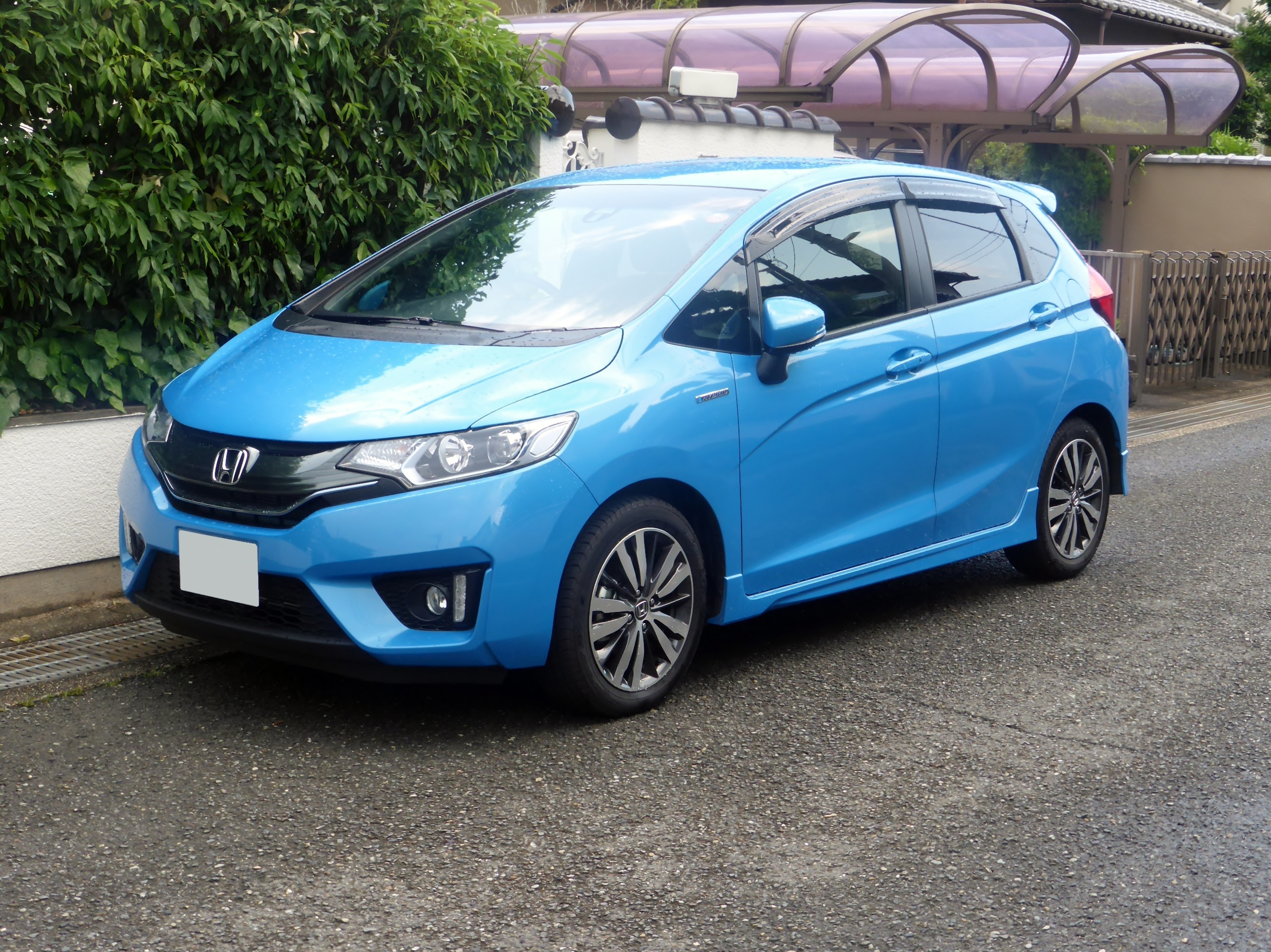
2013年9月発売型 HYBRID・Sパッケージ（2013年9月 - 2015年9月）
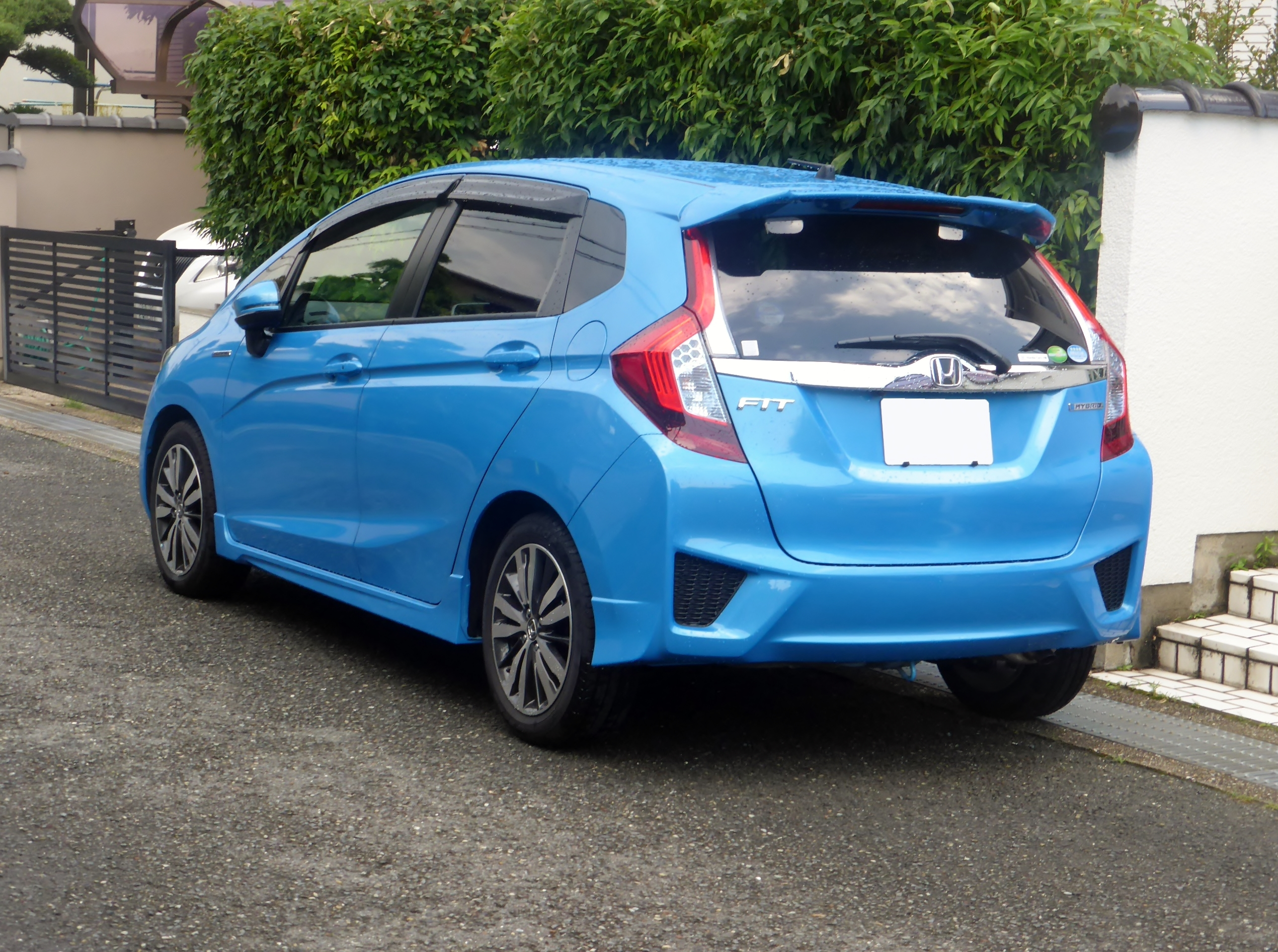
2013年9月発売型 HYBRID・Sパッケージ リヤ
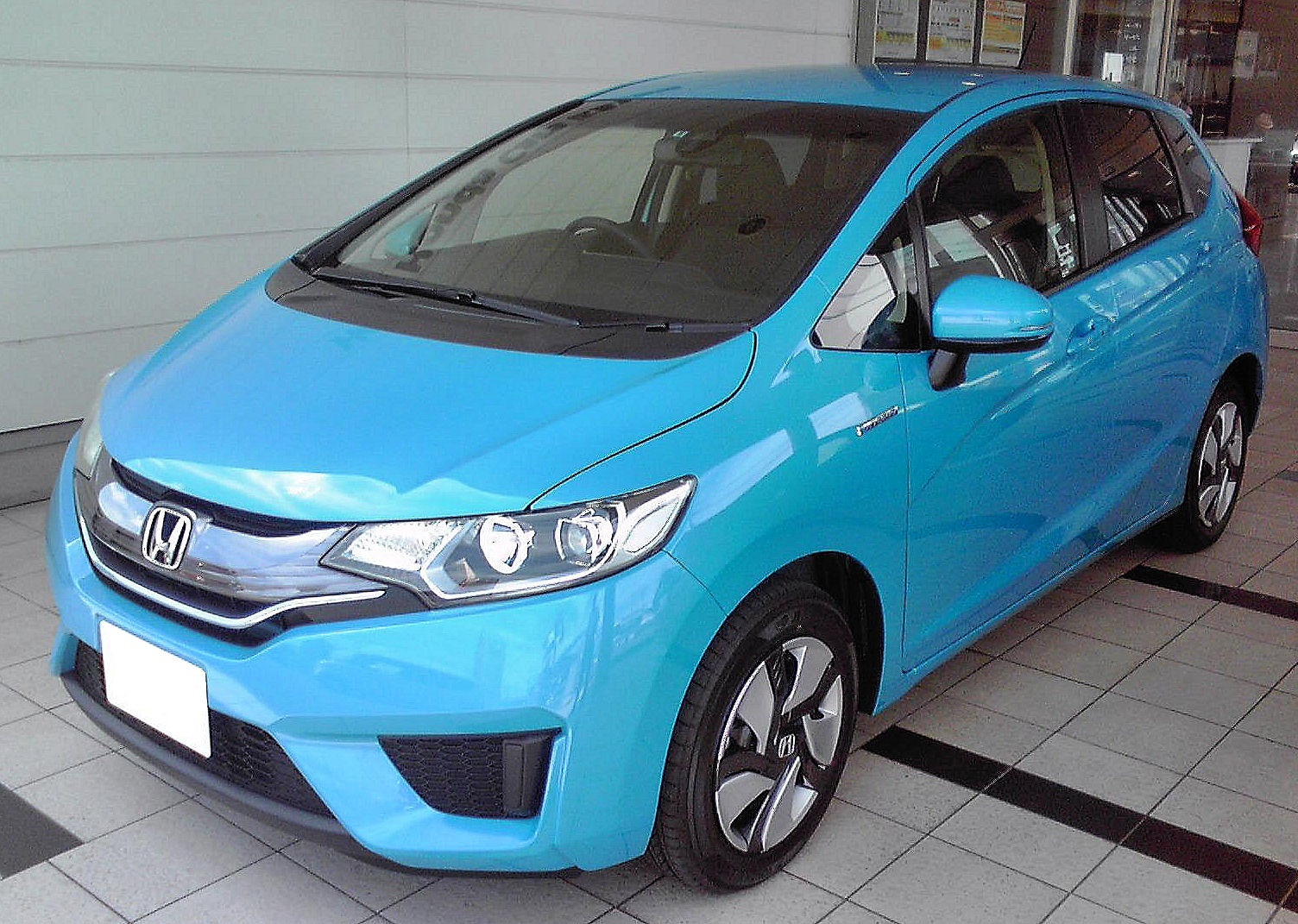
2013年9月発売型 HYBRID・Lパッケージ（2013年9月 - 2015年9月）
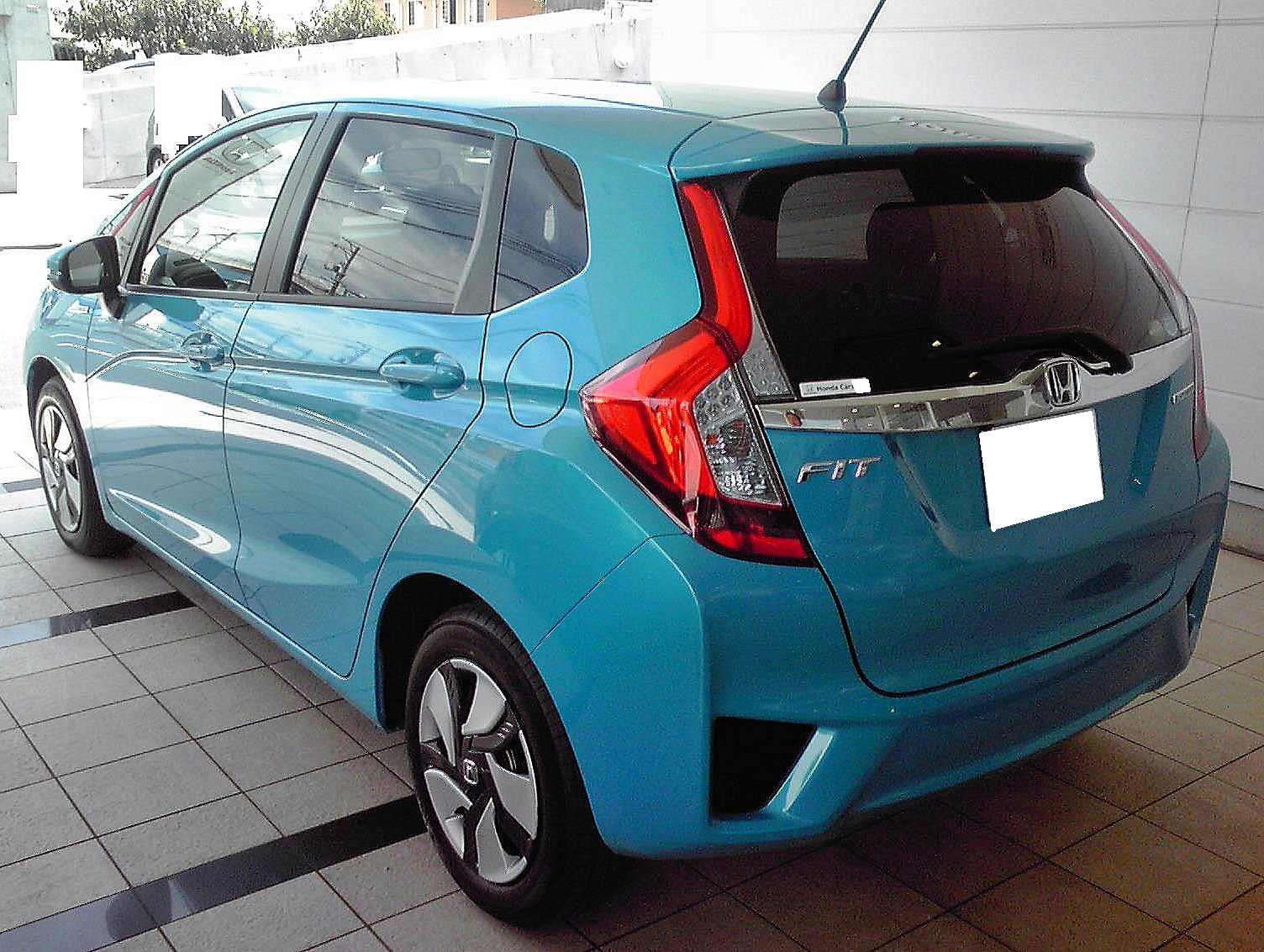
2013年9月発売型 HYBRID・Lパッケージ リヤ
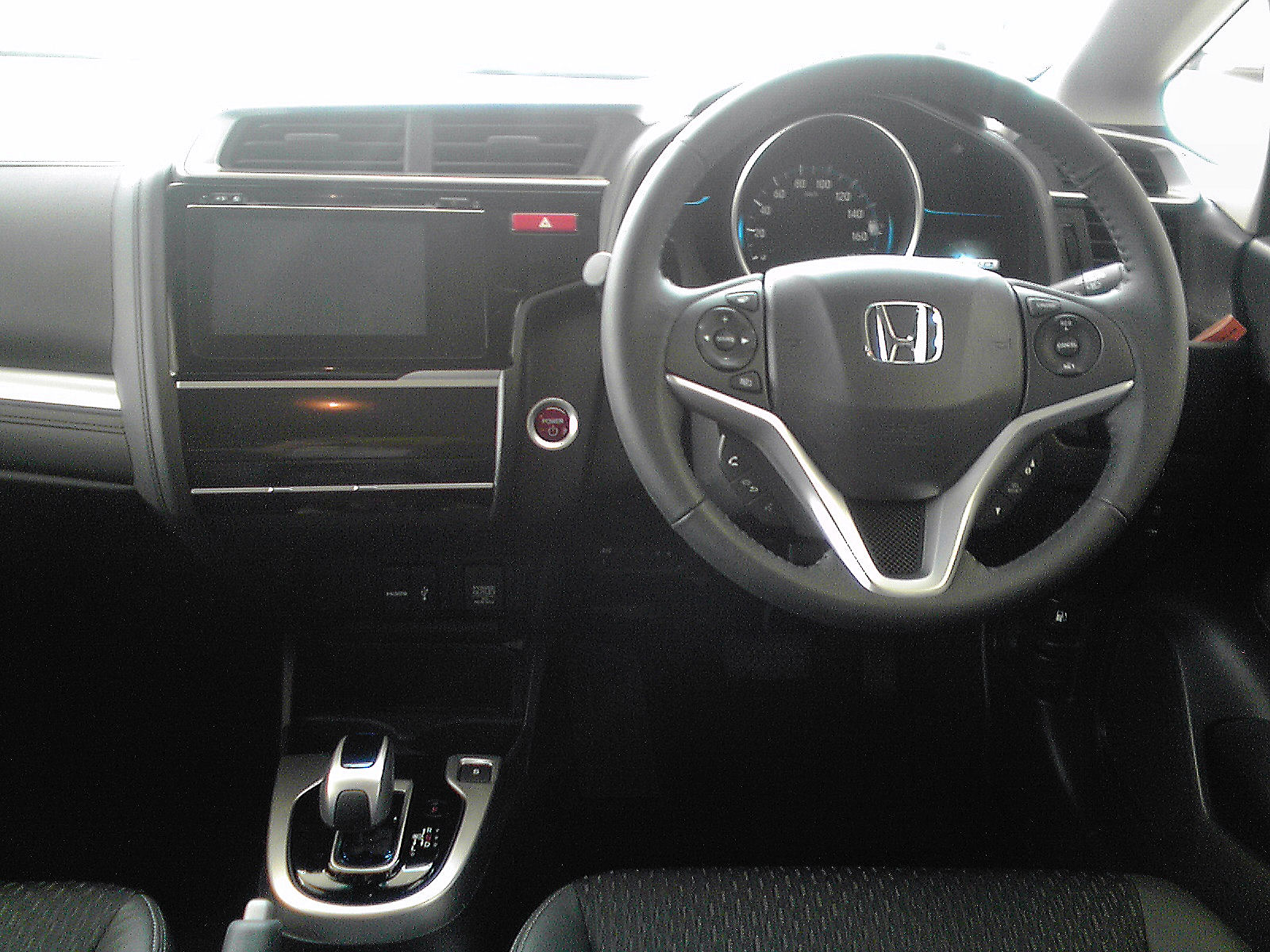
2013年9月発売型 HYBRID・Lパッケージ 室内
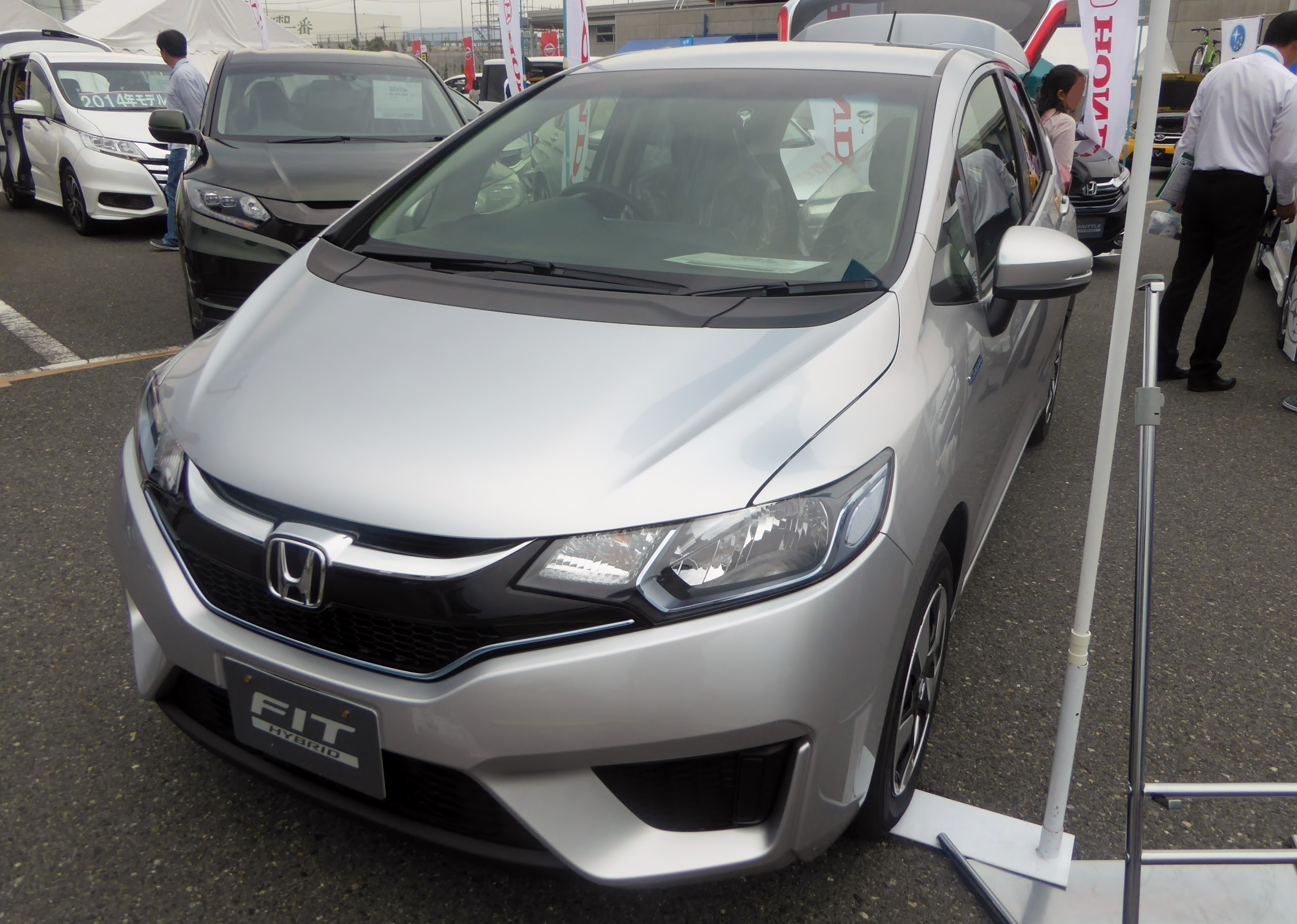
2013年9月発売型 HYBRID・Fパッケージ（2015年9月 - 2017年6月）
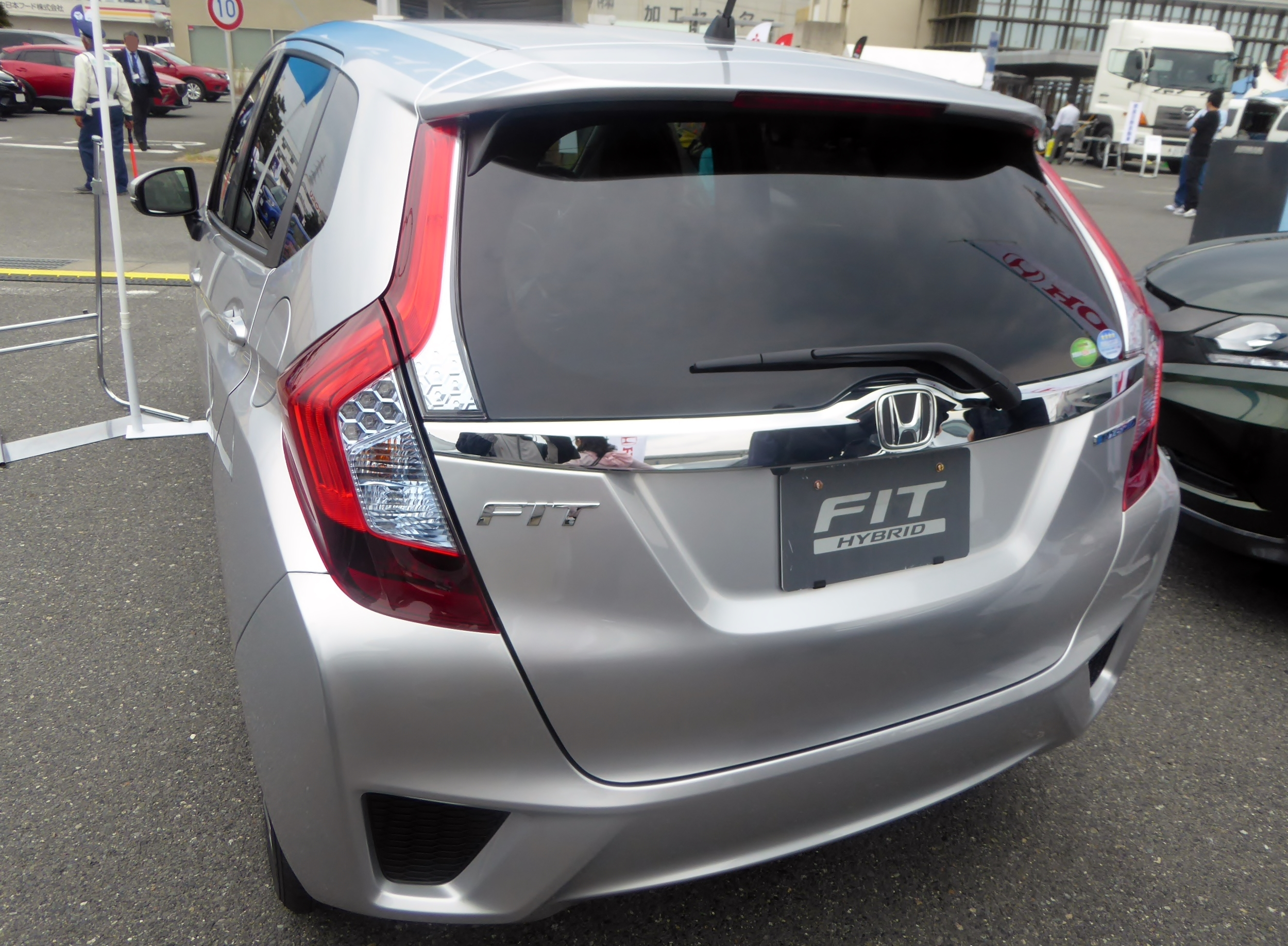
2013年9月発売型 HYBRID・Fパッケージ リヤ
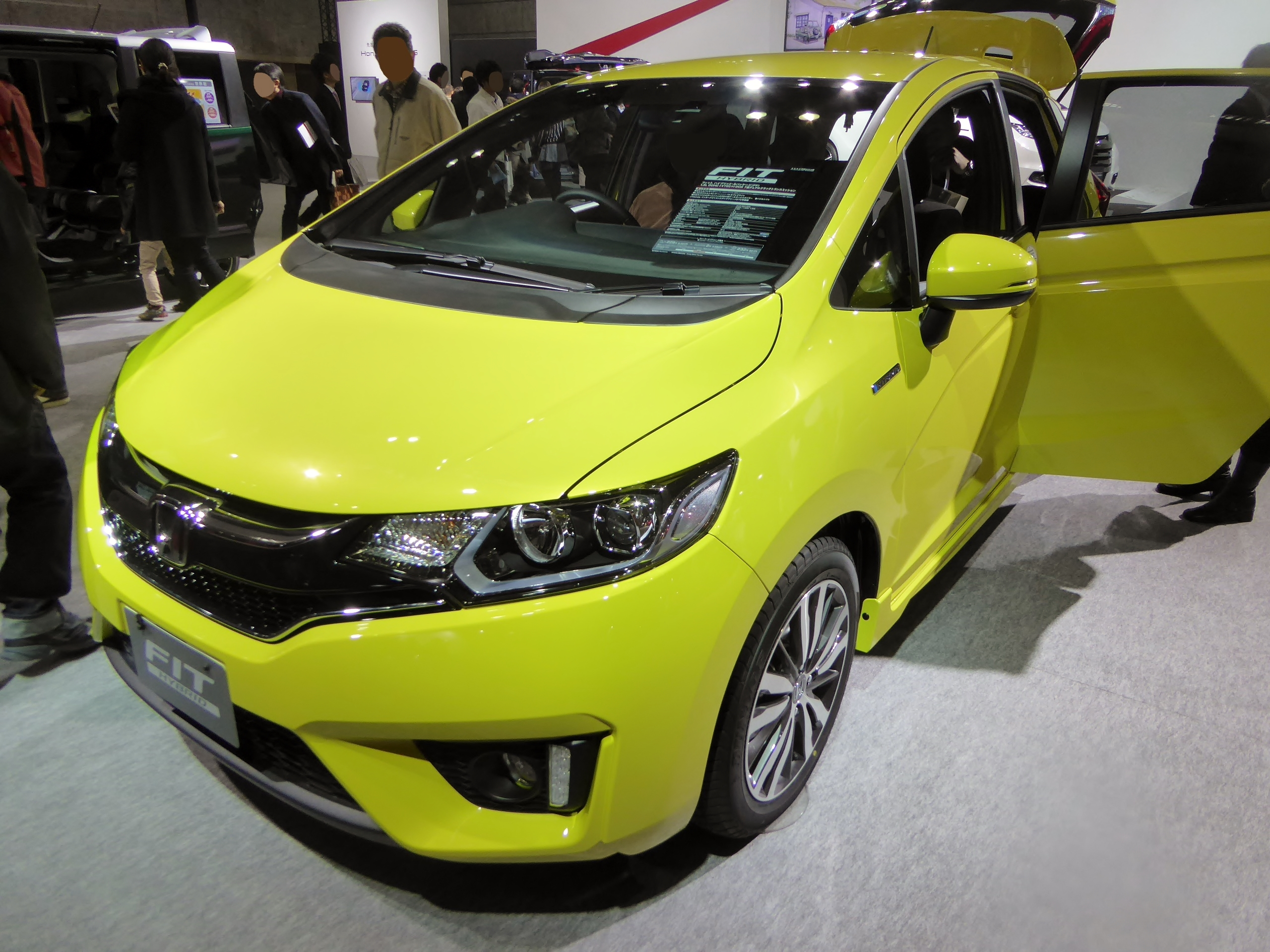
2013年9月発売型 HYBRID・Sパッケージ（2015年9月 - 2017年6月）
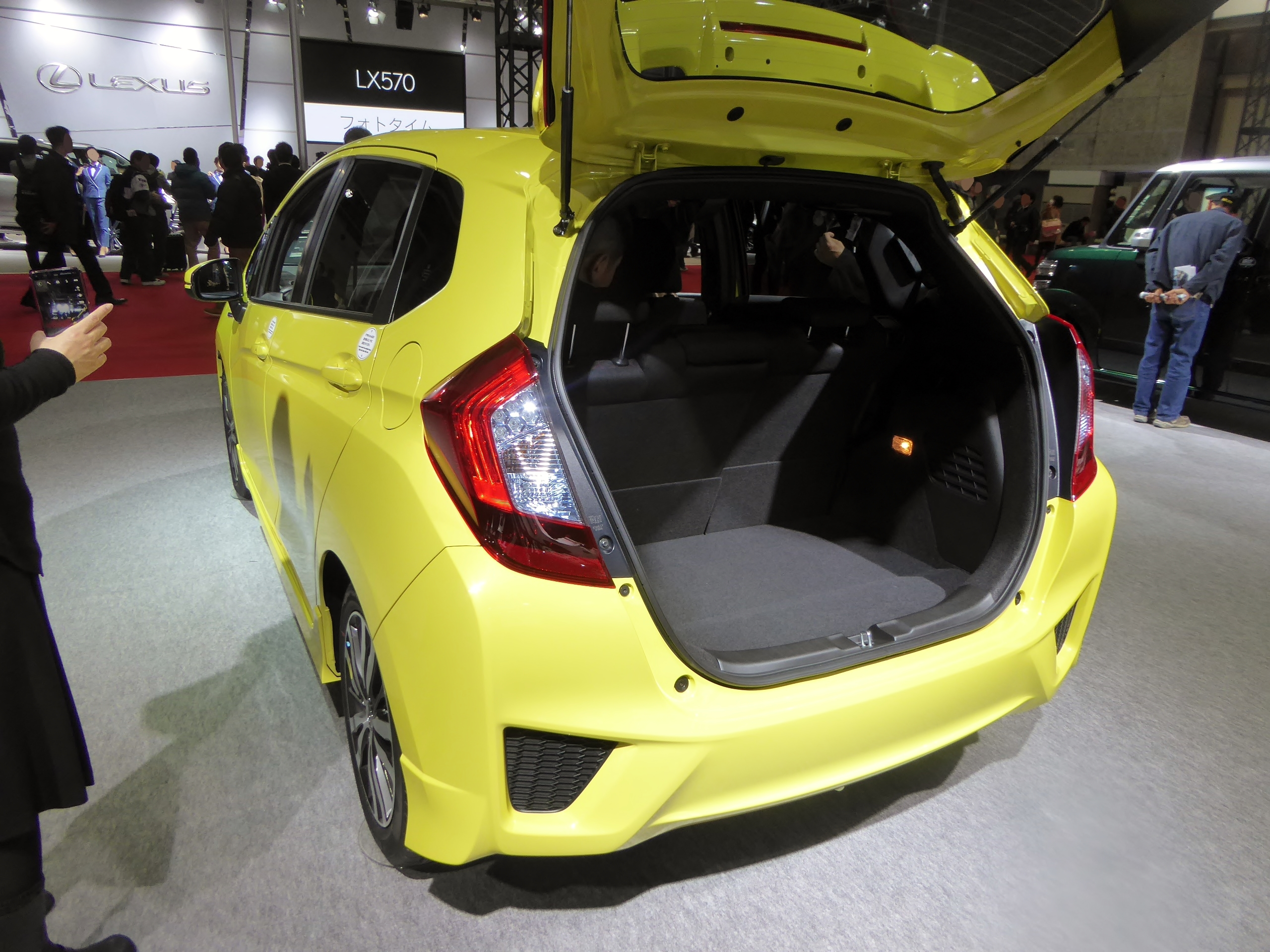
2013年9月発売型 HYBRID・Sパッケージ リヤ
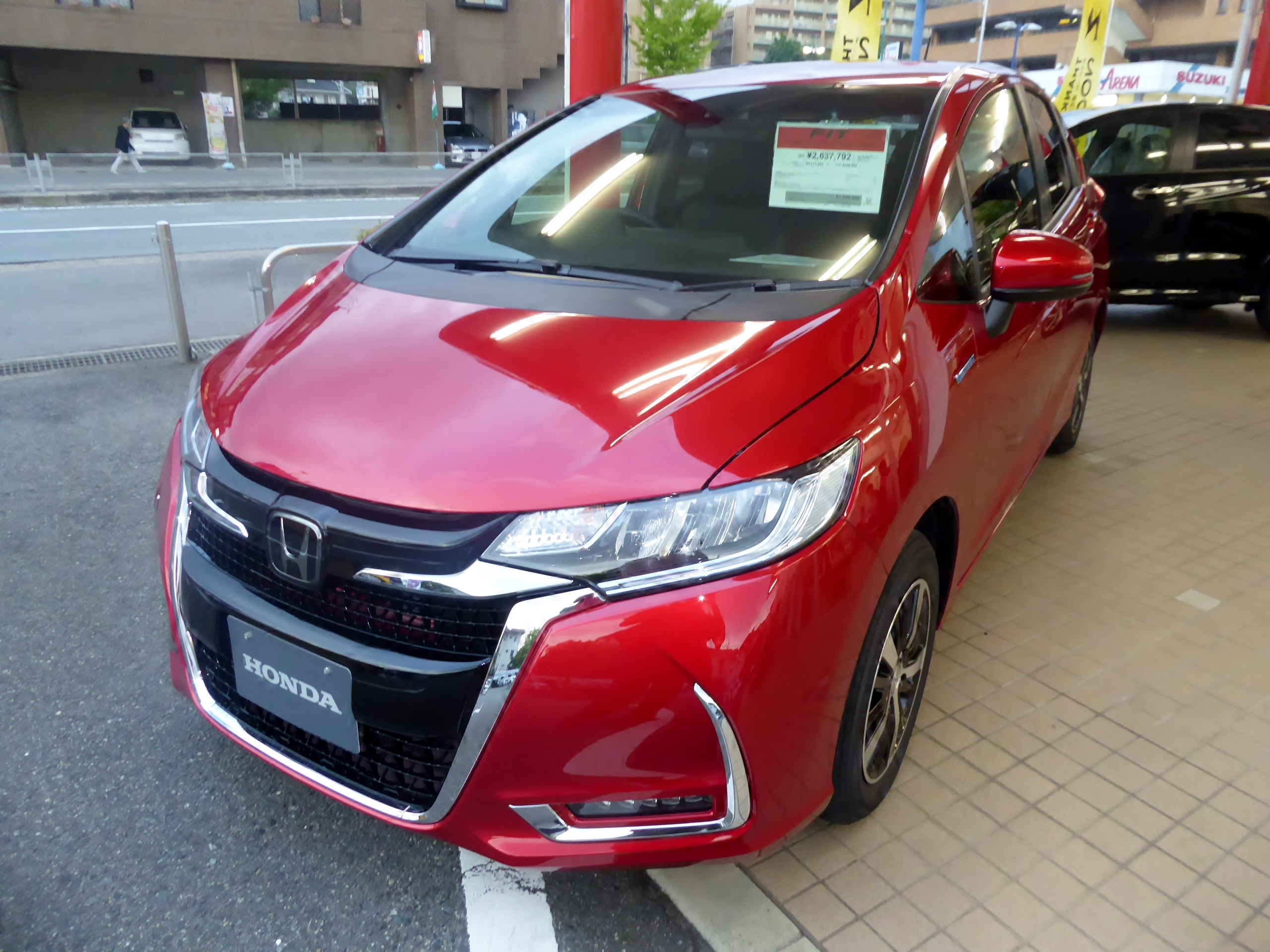
2017年6月改良型 HYBRID・Modulo style Honda SENSING
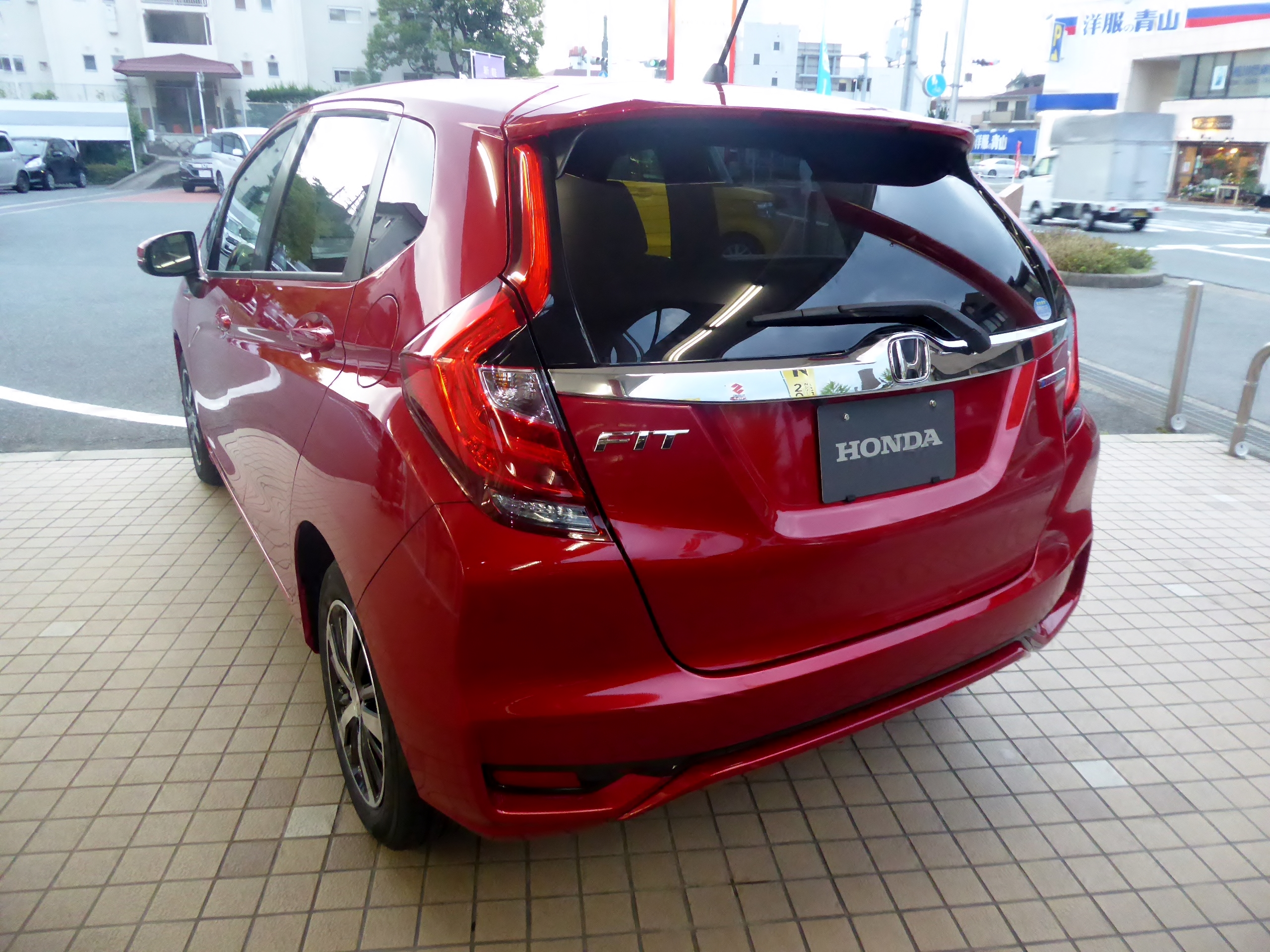
2017年6月改良型 HYBRID・Modulo style Honda SENSING リヤ

## 搭載エンジン

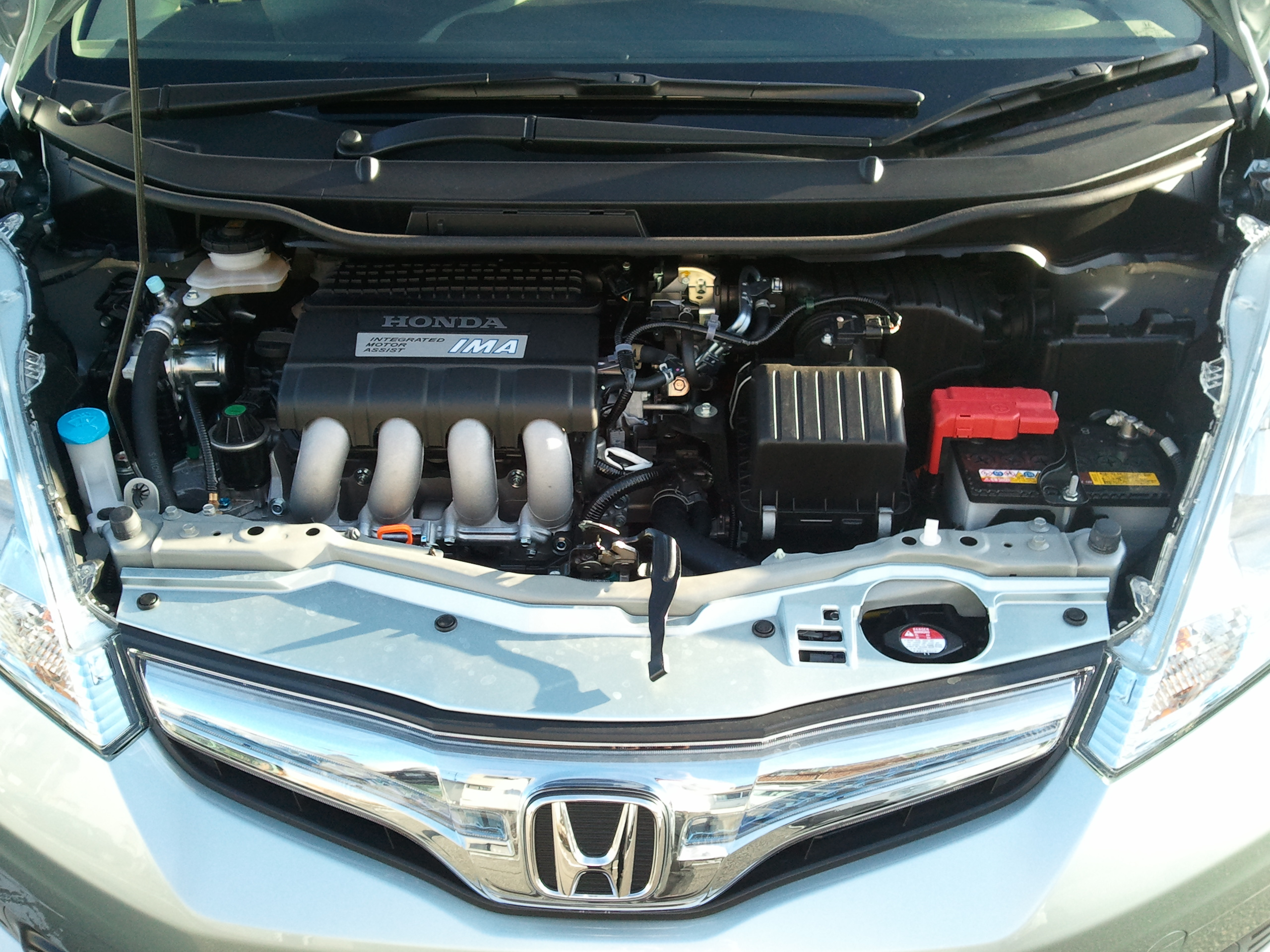
LEA エンジン

## 車名の由来
フィットは、英語で「ぴったりの」という意味。なお以前は国内向け2代目シティのグレード名やスクーターの3代目ディオのバリエーションモデル名として使用されていた。